# Dekan
En dekan (latin decanus) bruges i Danmark om den administrative leder af et fakultet på et universitet.
Titlen stammer oprindelig fra Romerriget. I den romerske hær var en decanus en anfører for ti soldater, fra talordet decem (ti).
Senere blev betegnelsen anvendt i kirken i forskellige sammenhænge. I Benediktinerordenens klosterregel Benedikts Regel fra 500-tallet angav den således en person, der havde opsyn med ti munke. I Norden var dekanen i middelalderens domkapitler en højtstående person, nemlig en af de fire prælater, dvs. ledere. I dag anvendes ordet dekan indenfor den katolske kirke i flere sammenhænge om lederstillinger af forskellig slags.
Ordet er det samme som det engelske dean og det franske doyen. Ved danske universiteter findes også prodekaner, der kan optræde som stedfortrædere for dekanen. Dekan, prodekan og deres medarbejdere kan tilsammen danne et dekanat.